# Арвиња
Арвиња (фр. Arvigna) насеље је и општина у јужној Француској у региону Миди Пирене, у департману Арјеж која припада префектури Памје.
По подацима из 2011. године у општини је живело 225 становника, а густина насељености је износила 26,16 становника/km². Општина се простире на површини од 8,6 km². Налази се на средњој надморској висини од 650 метара (максималној 490 m, а минималној 279 m).

## Демографија
| 1962. | 1968. | 1975. | 1982. | 1990. | 1999. | 2011. |
| ----- | ----- | ----- | ----- | ----- | ----- | ----- |
| 118   | 132   | 127   | 154   | 149   | 156   | 225   |

График промене броја становника у току последњих година